# ザンビア大学
ザンビア大学（英語: University of Zambia）は、ザンビアの大学。ザンビアで最も規模の大きな大学であり、学生数は約1万人である。ザンビアの首都ルサカ市に位置し、ルサカから7km離れた所にあるグレート・イースト・ロードキャンパスとルサカ市内のリッジウェイキャンパスとに分かれている。

## 沿革
ザンビア大学は1966年に設立された。設立当初は教育学部、人文社会学部、自然科学部の3学部体制であったが、1967年に法学部が、1969年に工学部が、1970年に医学部が、1971年に農学部が、1973年に鉱山学部が設立され、現在は農学部、工学部、教育学部、人文社会学部、法学部、鉱山学部、医学部、自然科学部、獣医学部の9学部が置かれている。また、アフリカ大陸でも数少ないナノテクノロジーの研究所が2001年に開設された。
2020年12月1日、獣医学部が令和2年度外務大臣表彰を受賞。

## 卒業生
- レヴィー・ムワナワサ - ザンビアの大統領